# Le Vernet (Ariège)
Le Vernet è un comune francese di 668 abitanti situato nel dipartimento dell'Ariège nella regione dell'Occitania.

## Società

### Evoluzione demografica
Abitanti censiti

## Storia
A Le Vernet d'Ariège era attivo sin dal 1918 un campo di concentramento militare, dapprima usato durante la I guerra mondiale quale campo di prigionia per i soldati tedeschi e austriaci e, a partire dal febbraio del '39 quale campo d'internamento per i profughi spagnoli, in fuga dalla Catalogna, dopo la vittoria dei Franchisti nella guerra civile spagnola